# Dämpfaktor
Dämpfaktor är en storhet som beskriver ett slutstegs eller en effektförstärkares förmåga att kontrollera sin belastning. Elektriskt sett är dämpfaktorn förstärkarens förmåga att hantera mekaniskt alstrade svängningar från till exempel högtalarkoner. 
En högtalare vill, på grund av sin fjäderliknande upphängning, fortsätta vibrera även efter att förstärkaren slutat skicka signal. Då högtalaren består av en spole i ett magnetfält alstrar dessa eftersvängningar en ström som går tillbaks till slutsteget. Hur bra förstärkaren kan dämpa bort denna ström avgör hur väl den kontrollerar högtalarkonens rörelser.
Särskilt viktigt med hög dämpfaktor är det för baselement, då de har störst slaglängd och därigenom alstrar mest egenströmmar. 
Dämpfaktorn räknas fram med förstärkarens utimpedans (så låg som möjligt) genom högtalarens impedans. Då impedansen är frekvensberoende (varierar med tonhöjd) är det relevant att ange vid vilken frekvens dämpfaktorn räknats fram.
En dämpfaktor på 800-1000 vid 1000 Hz / 8 ohm bör man kunna kräva av ett modernt slutsteg i ljudanläggningar. Ett slutsteg med under 100 i dämpfaktor för basfrekvenser håller knappt godkänt för professionella sammanhang.